# سمفونی شماره ۳ (شومان)
سمفونی شماره ۳ (انگلیسی: Symphony No. 3) در گام می بمل ماژور، اپوس ۹۷، که با نام سمفونی راینی هم شناخته می‌شود، سومین سمفونی تصنیف شده توسط روبرت شومان آهنگساز آلمانی دورهٔ رومانتیک است هر چند آخرین اثر منتشر شده از این دست نیست، این سمفونی از دوم نوامبر تا نهم دسامبر سال ۱۸۵۰ نوشته و تکمیل گردید که شامل ۵ موومان (حرکت) می‌باشد
سمفونی سوم شومان برای ۲ فلوت، ۲ ابوا، ۲ کلارینت، ۲ فاگوت، ۴ کُر، ۳ ترومبون، ۲ ترومپت، تیمپانی نوشته شده، این سمفونی اولین بار در ۶ فوریه ۱۸۵۱ در دوسلدورف و به رهبری خود شومان اجرا گردید.